# 6 Korpus Kawaleryjski
6 Korpus Kawaleryjski Imperium Rosyjskiego (ros. 6-й кавалерийский корпус) – jeden ze związków operacyjno-taktycznych  Imperium Rosyjskiego w czasie I wojny światowej.  Rozformowany na początku 1918 r. 

## Podporządkowanie
- 5 Armii (7 grudnia 1915 - 1 maja 1916)
- 1 Armii (21 maja  - 1 lipca 1916)
- 12 Armii (1 lipca - 15 września 1916)
- Dunajska (od 28 października 1916)
- 6 Armii (22 grudnia 1916 - 16 lipca 1917)
- 9 Armii (23 września 1917)

## Dowódcy Korpusu
- gen. lejtnant A. A. Pawłw (listopad - kwiecień 1917)
- gen. lejtnant baron K. K. Mannergejm (maj - wrzesień 1917)
- gen. lejtnant A. N. Aleksiejew (od kwietnia 1917)